# Альбицкий, Пётр Михайлович (военный)
Пётр Миха́йлович Альби́цкий (1836—1888) — русский генерал-майор, военный писатель. Четырежды удостаивался Михайловской премии

## Биография
Родился 16 (28) марта 1836 года. Его отец, Михаил Петрович Альбицкий (1803—?) происходил из духовного звания; в 1819 году из философского класса Владимирской духовной семинарии поступил в Петербургскую медико-хирургическую академию, окончив её в 1823 году; был штаб-лекарем, чиновником горного управления (1840) и инспектором костромской врачебной управы; выслужил потомственное дворянство. Мать — дочь московского священника А. И. Лебедева, Аграфена Андреевна Лебедева.
Первоначальное образование получил в Костромской гимназии. Окончив со степенью кандидата курс на физико-математическом факультете Московского университета и пройдя курс военных классов, он, в 1857 году, поступил на службу фейерверкером в конно-артиллерийскую батарею. Получив чин прапорщика Альбицкий поступил в Михайловскую артиллерийскую академию, по окончании которой, с 1860 года стал преподават на кафедре баллистики и математики академии.
В 1865 году за труд «Составление наивероятнейших таблиц стрельбы из данных, полученных при стрельбе с разных дистанций» («Артиллерийский Журнал», 1865, № 5), Альбицкий был награждён Михайловской премией. В 1868 году он был утверждён в звании адъюнкт-профессора и уехал продолжать учёбу за границей: слушал лекции в Париже (в Сорбонне и в Коллеж де Франс), Берлинском университете и в других высших учебных заведениях.

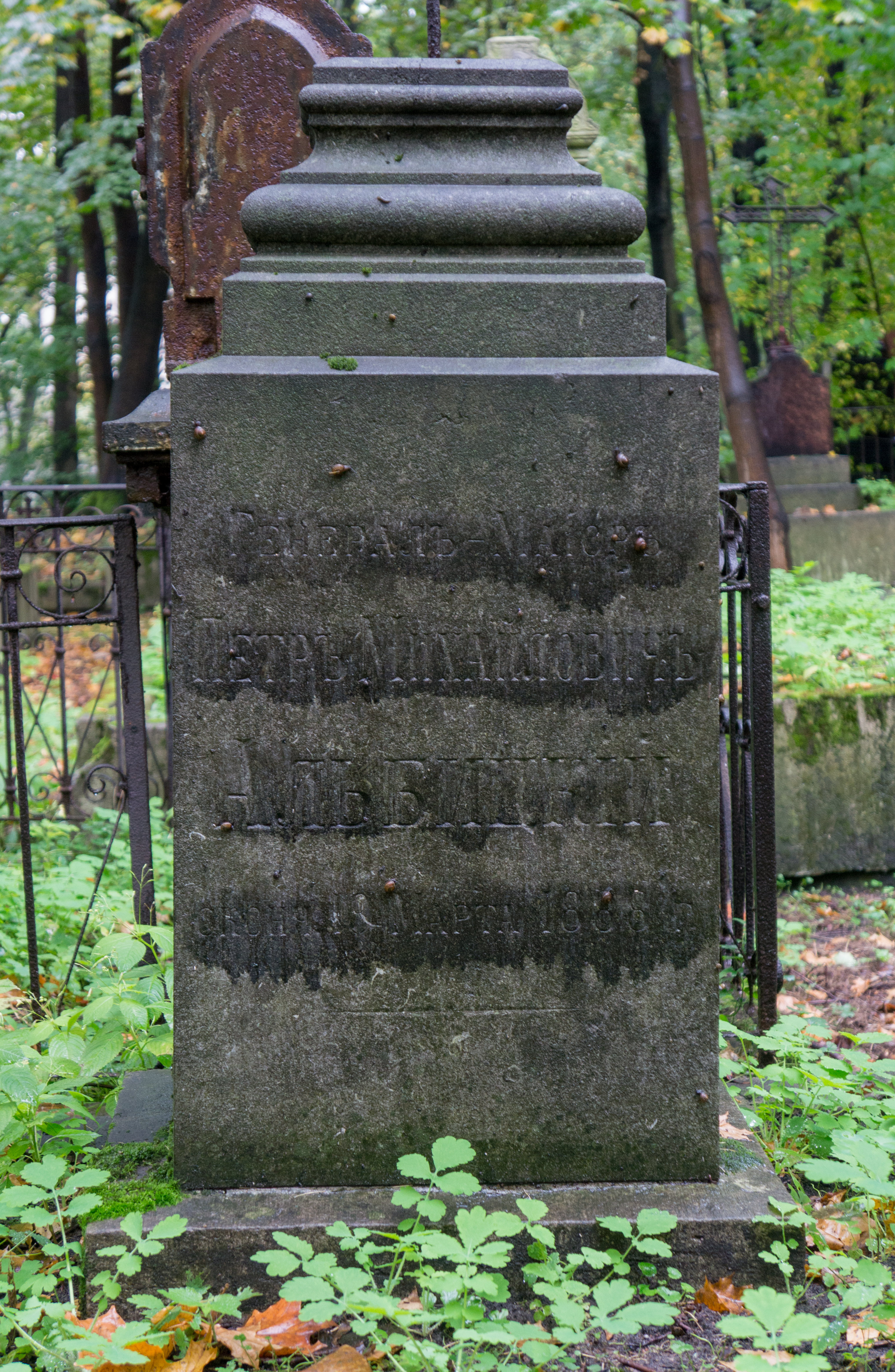
Могила П. М. Альбицкого

Ещё две михайловских премии он получил: в 1869 году за сочинения «О горении призматического пороха и о горении заряда, составленного из сферических пороховых зерен, в неизменном пространстве» («Артиллерийский Журнал», 1867 №№ 7 и 12); и 1874 году за литографированный курс внутренней баллистики.
В 1874 году, в чине полковника, Альбицкий вторично выехал за границу, где, ознакомившись с устройством артиллерийских школ в Пруссии, Австрии и Баварии, составил обширный отчёт по этому вопросу: О прусской соединённой артиллерийско-инженерной школе («Артиллерийский Журнал», 1878, № 1).
По возвращении в Россию, 26 мая 1878 года П. М. Альбицкий был назначен инспектором классов 1-го Павловского военного училища, с оставлением адъюнкт-профессором артиллерийской академии. В этих должностях, произведённый в 1884 году в генерал-майоры, Альбицкий оставался до своей кончины.
П. М. Альбицкий состоял сотрудником «Энциклопедии военных и морских наук».
Умер 19 (31) марта 1888 года. Похоронен на Новодевичьем кладбище в Санкт-Петербурге.

## Статьи в «Артиллерийском журнале»
- Взгляд на стрельбу из нарезных орудий при настоящем их состоянии (1862, № 2);
- Разбор курса внешней баллистики генерал-лейтенанта Н. В. Маиевского (1874, № 5)
- О прицеливании при стрельбе по закрытым предметам в том случае, когда бывает недостаточно делений, сделанных на прицеле (1878, № 4)
- Об одном вопросе, относящемся к теории скрепления орудий (1879, № 8)